# Podocarpus ridleyi
Podocarpus ridleyi é uma espécie de conífera da família Podocarpaceae.
Apenas pode ser encontrada na Malásia.